# 利佛摩 (加利福尼亞州)
利佛摩（英語：Livermore），是美国加利福尼亚州阿拉梅达县下属的一个城市。于1876年4月1日建市。城市面积约为68.5平方公里，根据2020年美国人口普查，该市有人口87,955人。
利弗莫尔于 1869 年 11 月 4 日由威廉·门登霍尔 (William Mendenhall) 规划并注册为一个铁路城镇，并以罗伯特·利弗莫尔 (Robert Livermore) 的名字命名，他是门登霍尔的朋友，也是 1840 年代在该地区定居的当地牧场主。它是劳伦斯利弗莫尔国家实验室的所在地，化学元素利弗莫尔姆因此而得名（因此，这座城市的名字也出现在元素周期表中）。它也是桑迪亚国家实验室在加州的所在地，该实验室总部位于新墨西哥州阿尔伯克基。 它的南侧是当地葡萄园的所在地，其市中心区正在重新开发。
美国人口普查局定义了三谷地区城市的市区，以利弗莫尔为主要城市：加利福尼亚州利弗莫尔-普莱森顿-都柏林市区2020年人口为240,381人，位居美国第167位 。